# Anoectangium papuanum
Anoectangium papuanum là một loài rêu trong họ Pottiaceae. Loài này được M. Fleisch. mô tả khoa học đầu tiên năm 1917.